# Валамаз (Селтинський район)
Валама́з (рос. Валамаз) — село у складі Селтинського району Удмуртії, Росія.

## Населення
Населення — 210 осіб (2010; 288 в 2002).
Національний склад станом на 2002 рік:
- росіяни — 88 %

## Урбаноніми[3]
- вулиці — Нагірна, Центральна
- провулки — Молодіжний, Ставковий